# 歩サラ
歩 サラ（あゆみ サラ、1月9日 - ）は、日本の女性声優。フリーランス。秋田県出身。主にアダルトゲームに出演している。

## 人物・来歴
海外ドラマが好きで、中でも好きだった『ビバリーヒルズ高校白書』をテレビで観ていたところ、吹き替えをしていた声優が他の海外ドラマの別の俳優の吹き替えも担当していたことから、声優という職業に興味を持ち意識し始めたという。それでも当初は自分自身では声優にはなれないだろうと思っており、かわりに舞台や芝居の裏方につこうと東京に出てから美容室に就職し、メイクの勉強をしながら美容師の資格を取得した。そうした中で東京では好きなことにチャレンジする人が多いと感じて、そのことからも声優の仕事も身近に感じるようになり、やらずに後悔するよりはと思い声優の世界に飛び込んだという。
その後養成所を経て、『虚ノ少女』のオーディションに合格し、茅原雪子役でデビューした。また、2016年に発売された『オトメ*ドメイン』の主人公・飛鳥 湊は男の娘という設定であり、自分にとってもファンにとっても大きな存在になったと歩は2023年のインタビューの中で振り返っている。
2019年6月に所属していた事務所を退所し、フリーになった。
名前の由来は、デビュー当時見ていたドラマ『CHUCK』のヒロイン、サラ・ウォーカーに由来しており、名前を前後入れ替え、「ウォーカー」を「歩」にして「歩サラ」とした。なお読みは「あゆみサラ」であるが、「ホサラ」、「ブサラ」、「ポサラ」、「あゆむサラ」など間違って読まれることも多いという。
趣味は散歩で、なかでも神社に行くこと。
2020年4月5日、自身のYouTubeチャンネル「ポサラの遊び場」を開設した。

## 出演
太字は主役・メインキャラクター

### アダルトゲーム
2013年
- 虚ノ少女（茅原 雪子）

2014年
- キミのとなりで恋してる!（星野 なぎさ）
- 新世黙示録 -Death March-（倉崎 天名）
- 超催眠術学園（出戸 鈴鹿）

2015年
- いきなり同棲性活?!（上村 春菜）
- えむリア! 〜俺がドMになったのはどう考えてもお前らが悪い〜（相良 遙）
- キシ×カノ（霧峰 蓮華）
- キミのとなりで恋してる! 〜The Respective Happiness〜（星野 なぎさ）
- コドモノアソビ（倉持 真央子）
- さくらシンクロニシティ（卯月 早咲）
- サクラノ詩 -櫻の森の上を舞う-（明石 小沙智）
- 僕と恋するポンコツアクマ。（綾崎 優）
- 黙示録外伝 わたしの勇者は多重神格者（アイニ）
- LOVEREC.（白澤 美悠紀）
- ロリポップファクトリー（萌木 香織）
- 私が好きなら「好き」って言って!（姫守 彩雨）

2016年
- オトメ*ドメイン（飛鳥 湊）
- カノジョ*ステップ（如月 のえ）
- 恋と恋するユートピア（森永 璃歌）
- スキとスキとでサンカク恋愛（和呂田 茜）
- 千の刃濤、桃花染の皇姫
- BALDR HEART EXE（レーカ）
- 僕と恋するポンコツアクマ。すっごいえっち！（綾崎 優）
- ボクの××は寮生たちの特権です!（朝倉 柚希）
- 見上げてごらん、夜空の星を FINE DAYS（小金井 球紀）
- LOVEREC. -ミニシアターズ-（白澤 美悠紀）

2017年
- あぶのーまるらば～ず（朝比奈 瀬莉）
- ウブな処女のエッチなお願い（七里 音々）
- 桜花裁き（山辺 舞）
- お嬢様と憐れな（こ）執事（轟 水萌）
- お嬢様はイイナリみたいです!?（紫乃宮 ゆうり）
- こいのす☆イチャコライズ（吉野 いちか）
- ゴールデンアワー（ユキ）
- 初恋*シンドローム（ルナライト・ベイカー）
- はるるみなもに!（春ヶ崎 叶）
- 幕末尽忠報国烈士伝 -MIBURO-（孝明天皇、榎本 武揚）
- 景の海のアペイリア（正円）
- 景の海のアペイリア ～カサブランカの騎士～（正円 七海）
- まほ×ろば -Witches spiritual home-（小向 こなつ）
- 弓張月の導き雲はるか（マリン）
- ヤミと祝祭のサンクチュアリ（ユーリエ・フォン・フェルトベルグ）
- ゆらめく心に満ちた世界で、君の夢と欲望は叶うか（水崎 月乃）

2018年
- 家の妹（チカ）
- 家の彼女（チカ）
- お姫様だってXXXしたい！！ -Horny magical princess-（河合 茉莉花）
- かりぐらし恋愛（桜木橋 理兎）
- 恋はそっと咲く花のように（来未 さなえ）
- 真・恋姫†夢想 -革命- 孫呉の血脈（糜 芳）
- 添いカノ〜ぎゅっと抱きしめて〜（片桐 つばめ）
- その大樹は魔界を喰らう!（ファリナセア）
- てんぷれっ!!（古坂 未依）
- 出会って5分は俺のもの! 時間停止と不可避な運命（紅林 花音）
- 夏色ラムネ（本庄 優希）
- 猫忍えくすはーと2（マヤ）
- 猫忍えくすはーと2 LOVE+PLUS（マヤ）
- 捻くれモノの学園青春物語 ～俺と彼女の裏表～（南条 朔夜）
- 見上げてごらん、夜空の星を Interstellar Focus（小金井 球紀）
- 約束の夏、まほろばの夢（蒼森 歩）
- たとえば、こんな恋物語。 -CASE01-(同人)（橋本 杏南）
- ボクのあまやかせいかつ‐星湘町観光課、毎日えっちなロコドル活動！‐ (ジャスタッくん)

2019年
- 白刃きらめく恋しらべ（風嶺 茉莉花）
- 家の恋人（チカ）
- イブニクル2（ユラギ）
- ガールズ・ブック・メイカー -幸せのリブレット-（テイル）
- 缶詰少女ノ終末世界（八乙女 華江）
- きまぐれテンプテーション（アンネリーゼ）
- 恋はそっと咲く花のように ～二人は永遠に寄り添っていく～（来未 さなえ）
- 真・恋姫†夢想 -革命- 劉旗の大望（糜 芳）
- スワローテイル -あの日、青を超えて-（葉山 架純）
- 猫忍えくすはーと3（猫山 マヤ）
- 恋愛、借りちゃいました（新海 月）
- どっちのiが好きですか?（四谷・グレンジャー・ハンナ）

2020年
- LOVE・デスティネーション（アイ）
- アマカノ2（蔦町 ちとせ）
- ガールズ・ブック・メイカー -グリムと3人のお姫さま- 1（テイル）
- ガールズ・ブック・メイカー -グリムと3人のお姫さま- 2（テイル）
- ガールズ・ブック・メイカー -グリムと3人のお姫さま- 3（テイル）
- SecretAgent ～騎士学園の忍びなるもの～（モモカ）
- HaremKingdom -ハーレムキングダム-（キキ）
- はじカノ ～君がいる部屋～（二ノ宮 舞衣）
- メガスキ! ～彼女と僕の眼鏡事情～ 伊波乙葉編（伊波 乙葉）
- きまぐれテンプテーション【全年齢版】（アンネリーゼ）
- 水蓮と紫苑（若弥 水蓮）
- ハミダシクリエイティブ（竜閑 天梨）
- 響野さん家はエロゲ屋さん!（保美 葉子）
- グラン・オダリスク（ソフィー）
- 恋愛×ロワイアル（栗井 千弥）
- もふもふ♪異世界ネコ耳喫茶 〜メイドのオナサポ発情リフレ〜（ましろ）
- ムチムチだからムクムクした 幼なじみとの過ごし方 (緑川 美雨)
- 冥契のルペルカリア (龍木 悠苑)

2021年
- 同級生リメイク （正樹 夏子）
- 源平繚乱絵巻 -GIKEI- (叶納 楼子)
- Secret Agent影華 ～shadow flower～（モモカ）
- まどひ白きの神隠し (稲白 みこと)
- 悠久のカンパネラ（ジュリエット）
- D.C.4 Plus Harmony ～ダ・カーポ4～ プラスハーモニー（美嶋未羽）
- 俺の恋天使がポンコツすぎてコワ～い。（峰越 琴雛）
- ウチはもう、延期できない。（保美 葉子）
- 花鐘カナデ＊グラム Chapter:1 小桜結 （小桜 結）

2022年
- スタディ§ステディ2（墹之上 由乃）
- 花鐘カナデ＊グラム Chapter:2 花ノ香澄玲 （小桜 結）
- 友だちから恋びとへ（雪川 みぞれ）
- D.C.4 Sweet Harmony 〜ダ・カーポ4〜 スイートハーモニー（美嶋 未羽）
- 姫宮さんはかまいたい （'姫宮 椿）
- ジュエリー・ハーツ・アカデミア（キャロちゃん）
- サクラノ刻 -櫻の森の下を歩む-（咲崎 桜子）
- ツヴァイトリガー（水瀬 由那）
- 清楚系双子アイドルの裏事情 ～俺だけが知る淫らな二人～（神雛 美月）
- ハミダシクリエイティブ凸（竜閑 天梨）
- アルカナ・アルケミア（春若 叶音）
- ガールズフランティッククラン（桧垣 英子）

2023年
- JINKI -Unlimited-（柊 赤緒）
- サクラノ刻 -櫻の森の下を歩む-（明石 小沙智）
- 天瀬島は色恋ざかり（鈴羽 リリヤ）
- 真・恋姫†英雄譚5 ～乙女耀乱☆三国志演義［魏］～（糜芳）
- ガルドマ -女子寮の管理人-（冬咲 藍子）
- 猫忍えくすはーとSPIN!（猫山 マヤ）
- ユズリハの詩 -異能力組織犯罪対策部 特殊機動隊 第二課- （水無月 奏）

2024年
- ガルドマ -女子寮の管理人- After（冬咲 藍子）
- イチャ×2スタディ由乃 ～Dear Future～（墹之上 由乃）
- オトメ世界の歩き方（片桐 ユイ）
- 夏への方舟Ⅰ（高萩 瑠璃子）
- 夏への方舟Ⅱ（高萩 瑠璃子）
- 花鐘カナデ＊グラム Chapter:3 星泉コトナ （小桜 結）
- きまぐれテンプテーション2（アンネリーゼ）
- リップモンスター（ナナ）
- 鏖殺ノ乙女.（暁宮 エリス）
- ちっちゃいお姉ちゃんに甘やかされたい+Game（同人）（水梨 さら）

2025年
- 夏への方舟Ⅲ（高萩 瑠璃子）
- ジュエリー・ナイツ・アルカディア -The ends of the world-（キャロライナ・マクラクラン）
- ハミダシクリエイティブRe:Re:call（竜閑 天梨）
- 初恋マスターアップ（雪川 みぞれ）
- もっと!孕ませ!炎のおっぱい異世界おっぱいバニー学園!（ラエルダ・レ・ファイルーダ、リンジー・ラ・ロシエル）
- 小日向柚月と初夜したいっ! 〜けもみみ神様と湯けむり恋模様〜（小日向 柚月）
- 猫忍えくすはーとSPIN!2（猫山 マヤ）

### 一般向けゲーム
- 星と乙女が占う未来（水城 とわ[110]）
- 同級生リメイクCSver（正樹 夏子）[111]
- アルカナ・アルケミア（春若 叶音）
- ジュエリー・ハーツ・アカデミア -We will wing wonder world-（キャロライナ・マクラクラン）

### オンラインゲーム
- 大冒険！ ゆけゆけ☆おさわりアイランド[112]
- 超大冒険！ ゆけゆけ☆おさわりアイランド[112]
- グランドハーレム（シャルリーヌ、ヴァレリア、プリティスター）[112]
- ガールズユニオン（ウェンディ、ミラ）[112]
- 天衣創聖ストライクガールズ（シャーナ・プリオン、サクラ・ポッツ）[112]
- 絢爛乙女ガールズストライカー（シャーナ・プリオン、サクラ・ポッツ）[112]
- ドキドキ☆病んでミック（卜巳 風深、宇津家 ねね子、希 愛梨、根腐 栞、一色 久遠、不動院 雹加）
- アイオライトリンク（トゥーナ、トゥリア）
- ファントムグリード（九条 なずな）
- X-Overd～羅針盤の輝き～(アルテミス)
- ぼくらの放課後戦争 (相川 小春)
- 戦乱プリンセス（ユラギ）
- ふるーつふるきゅーと！R (ミラクルフルーツ、ピタンガ)
- アートワール魔法学園の乙女たち (ミカン)
- あいりすミスティリア!〜少女のつむぐ夢の秘跡〜（セシル・ライカ・エンゲル・ベルグルンド/セシル）[113]
- あやかしランブル!(アメノウズメ)
- ミナシゴノシゴト(ジャンヌ・デッドキングメイソン、ドラコ・シーク)
- 救世少女メシアガールおかわり（タンタン）
- ティンクルスターナイツ（ミルフィー・インセント）

### ブラウザゲーム
- アナザーヒロイン（神凪 あやめ）

### テレビアニメ
- じょしおちっ!〜2階から女の子が…降ってきた!?〜（2018年、清水由紀[114]）

### オーディオドラマ
- ダキカノ（2017年、宮坂 陽菜）

### ドラマCD
- サウンドドラマ 魔女が棲む霧の学園。1 - 2（久遠 真菜）
- からのしょうじょ（茅原 雪子）
- 怪ノ少女（茅原 雪子）
- ぱこぷろのうたvol.1[115]
- おそとでしよっ（美咲）
- 初衣、図書室で…（橘 初衣）
- 取って憑かれて癒されない!? 立体音響耳かき（犬神少女 つくね）
- あるらじ！ 出張版 歩サラと立花沙羅の とな恋 さらさらRadio[116]
- やきうぶのラジオ　～もし憧れの声優が彼女になったら？～（A子）[117]
- 虚ノ少女　-天に結ぶ夢-[118]

### 音声作品
役名の掲載があるもののみ()に表記。★マークは全年齢作品。他はR-18指定に該当。
※一部作品から抜粋
- 【フェラH】癒やしナースの夜のご奉仕【バイノーラル】[119]
- ★ラジオCD「桜花裁きらじお」Vol.1～2
- 人気エロゲ声優 vs 新人声優のカノジョ(早坂 美優)[120]
- 【バイノーラル・耳舐め】うたかたの宿 霜月の木枯らし【癒やし・指舐め】
- 【耳かき・お鍋】あやかし郷愁譚 ～三吉鬼・サキ～【アイスマッサージ】 [Whisp] 【耳かき・お鍋】あやかし郷愁譚 ～三吉鬼・サキ～【アイスマッサージ】 [121]
- ★NTRじ RADIO DVD Vol.5 ダウンロード版
- ★先生、これからも…ずうっと側さ、いてけれな～奥さんは教え子、初めてのハネムーンであまあま温泉旅行～全年齢版 (里琴)
- イヌガミノキモチ-犬神さんに甘えられて全身ご奉仕される休日を過ごす音声- (犬神少女「すくね」)

等、他40作品以上に出演(2020年4月時点)

### インターネット番組
※はインターネット配信。
- まじょきりラジオ お助け部（2014年12月11日 - ）
- 櫻羽女学院演劇部放送局「かららじ」
- サジタリウスちゃん（ニコニコ生放送ミニプラチャンネル※）
- あるらじ! 出張版 とな恋さらさらラジオ（2015年、HiBiKi Radio Station※・音泉※、全6回）[122]
- オトメ*ドメイン RADIO*MAIDEN（2015年 - 2020年、音泉※）[123]
- オールスターゲーム声優事務所 世界一イキたいラジオ（2016年、音泉※）[124]
- 「桜花裁き」らじお（2017年、音泉※）
- ぼくらの放課後戦争！〜昼下がりの逢生学園RADIO〜（2017年 - 2018年、音泉※）[125]
- 天津向のためになるらじお（2019年 - 、音泉※）[126]
- SORASARAニュースタイム（2021年 - 、音泉※）
- 株式会社サラひまり（2022年 - 2023、音泉※）[127]
- 歩サラ・胡桃ふゅのコードネームはHHH(2024年 - 、音泉※)

## ディスコグラフィ

### 参加作品
- Shiny Summer Girls（『ぱこぷろのうたvol.1』）

歌：櫻羽女学院演劇部 with まな。（あじ秋刀魚&吉田美海&トジ子＆葉村夏緒&優稀澪&歩サラ&まな。）
- ハルシグレ（『ぱこぷろのうたvol.1』）
- キミのとなりで恋がしたい！ special ver.（『さららじCD』ボーナスディスク収録曲）

歌：星野なぎさ、小松莉奈（秋野花）、知花涼香（香山いちご）

## その他のコンテンツ
- タコス屋BLAISE イメージキャラクター（2020年、蛸井タコ美）